# Skopska Crna gora
Skopska Crna gora (makedonski: Скопска Црна Гора, albanski: Mali I Zi), često zvana i samo Crna gora, jest srednje visoka planina između Kosova i Sjeverne Makedonije.
Izdiže se iz skopske doline na jugu, kumanovske kotline na istoku, gnjilanske kotline na sjeveru i doline rijeke Lepenac na zapadu. 
Na njezinim padinama leže gradovi Skoplje (na jugu), Kumanovo (na istoku), Kačanik (na zapadu) i Gnjilane (na sjeveru).
Proteže se u pravcu jugozapad-sjeveroistok. Najviši je vrh Ramno (1.651 m). Kanjonom Lipkovske reke, koja izvire na njoj, podijeljena je na dva dijela; viši zapadni i niži istočni, zvani Karadak.